# 匙叶莲子草
匙叶莲子草（学名：Alternanthera paronychioides）为苋科莲子草属下的一个种。